# Apicia concomitaria
Apicia concomitaria är en fjärilsart som beskrevs av Heinrich Benno Möschler 1881. Apicia concomitaria ingår i släktet Apicia och familjen mätare. Inga underarter finns listade i Catalogue of Life.